# Ábrányi Emil (politikus)
Ábrányi Emil (Szentgyörgyábrány, 1820. november 20. – Buda, 1850. április 7.) földbirtokos, politikus (miniszteri titkár és kormánybiztos); író-szerkesztő (szépíró, közíró, lapszerkesztő (Jövő c. lap), kritikus); Ábrányi Kornél zeneszerző bátyja, ifjabb Ábrányi Emil költő, újságíró nagybátyja, Ábrányi Lajos festőművész édesapja.

## Élete
Apja lászló- és mikefalvi Eördögh Alajos, aki nevét 1843-ban Ábrányira változtatta,  Szentgyörgyábrányi birtoka és háza nyomán. Emil testvérei közül Aurél szolgabíró, Kornél pedig zeneszerző lett.
A Szabolcs megyei (most: Hajdú-Bihar megye) Szentgyörgyábrányon született. Gondos neveltetésben részesült apja, Ábrányi Alajos házánál, rendkívül gazdag és szellemileg inspiráló környezetben. Alapvető iskoláit Nagyváradon fejezte be.
Az Abrányi-dynastia, mint minden jóravaló dynastia, politikai szempontból tekintve, három részre oszlik. Ifj. Kornél konsevativ, Emil szélsőbaloldali a harmadik szükségszerűen a kettő között foglal helyet  s  a  kormánypártot   vallja  kebléhez nőttnek.
Írói hajlamai korán kibontakoztak, már 19 éves korában költeményeket, regényeket, drámákat és esztétikai értekezéseket írt. 1840-ben meghalt a keresztapja, Pálffy József, a debreceni kerületi ítélőtábla elnöke, akitől nagy vagyont örökölt.
Ezután Ábrányi Pestre költözött, ahol jogi tanulmányokat folytatott, de mindeközben szépirodalommal is foglalkozott. 1848-ig felváltva hol Szentgyörgyábrányban, hol Nagyváradon és Pesten tartózkodott. Mint ellenzéki, szabadelvű gondolkodású, részt vett a megyei élet küzdelmeiben.
Sok írása jelent meg a Honderű és az Életképek című folyóiratokban. Megpróbálkozott drámák írásával is, de ezekből csak egy, az Omode Pál és családja címmel került színre, 1846. szeptember 14-én Pesten, a Nemzeti Színházban. Az irodalmi életben ezzel a művével tűnt ki először. Elbeszéléseit sűrűn közölték a korabeli folyóiratok.
A sajtó felszabadulásának hírére rögtön feltűnést keltő nyílt levelet írt Jókai Mórhoz.  Szemere Bertalan belügyminiszter hamarosan kinevezte őt titkárává, ezen minőségében az új országgyűlés házszabályait, működési tervezetét nagy részben ő dolgozta ki. A szabadságharc idején nemcsak Szemere titkára, hanem két ízben kormánybiztos is volt.
Kossuth Lajos Pesti Hírlapjának is munkatársa volt; 1848. december 1-jén megalapította, illetve szerkesztette a Jövő című radikális napilapot, melynek szerkesztője volt, s melyben a legszélsőbb baloldal híveinek kívánt szócsöve lenni. E lap azonban, melyből december 28-áig 32 szám jelent meg, Windischgrätznek Pestre történt bevonulása előtt megszűnt. A magyar kormány ugyanis Debrecenbe akarta áttenni székhelyét, s Ábrányit küldték előre mint teljhatalmú biztost, hogy intézkedjék az országgyűlés és hivatalok elhelyezése felől. Debrecenből újra Pestre küldték őt Irányival, mint kormánybiztost. Itt tartózkodott az egész ostrom alatt. Később visszatért Debrecenbe, de már ekkor a sok nyugtalanság, munka, gond folytonos ingerültség, roppant erőfeszítés megrongálta egészségét. Követni akarta ugyan a kormányt Szegedre is, de súlyosan megbetegedett, s emiatt kénytelen volt Nagyváradon maradni; itt feküdt betegen, míg a magyar kormány Aradra vonult.
A világosi fegyverletétel után édesapjához menekült, kinek közbenjárására, betegsége miatt menlevélhez jutott és így büntetlenséget kapott.
A forradalom után visszavonultan élt Ábrányban, míg feleségének – ki ez idő alatt egyetlen leányukkal Pesten tartózkodott – váratlan halála ki nem mozdította csendes elvonultságából. E gyászhír mélyen hatott lelkére, s a fővárosba sietett Kornél fivéréhez. Nem sokkal élte túl nejét, három havi betegeskedés után meghalt. Életének utolsó hónapjait tüdőbaja miatt teljes visszavonultságban töltötte.
Hegedüs Géza szerint olyan költő és újságíró volt, aki „a legforradalmibb szellemek közé tartozott”, rövid életművében egyesítette Victor Hugo színes romantikáját Petőfi népiességével, a forradalom idején fontos politikai és publicisztikai szerepe volt, s a bukás után csak azért mellőzték elfogatását, mert tüdőbajban haldoklott, s nemsokára meg is halt

## Családja
Ábrányi Emilnek egy fia volt (Ábrányi Lajos, festőművész), valamint egy lánya.

## Munkái
- Cikkei az Életképekben (1847–48.), Honderűben (1847.) és az akkori politikai lapokban jelentek meg.
- Alföldi Lapok. Debreczen, 1848. (Népdalokat és novellákat, verseket, elbeszéléseket foglal magában.)
- Pesti Divatlap, 1846. 38. sz.
- Honderű, 1847. II. 1. sz.
- Magyar Hirlap, 1850. 123. sz.
- Pesti Napló, 1850. 27. sz.
- Hölgyfutár, 1850. 80. sz.
- Danielik, Magyar Irók, II. (Hol születési napja augusztus 15-ére tétetik.)[2]